# 마리아 엘링슨
마리아 엘링슨(María Ellingsen, 1964년 1월 22일 ~ )은 아이슬란드의 배우, 영화배우이다.
레이캬비크에서 태어났다.

## 영화
- 나 같은 남자라도 (2002년)
- 아그네스의 원죄 (1995년)
- 뉴에이지 (1994년)
- 마이티 덕 2 (1994년)
- 츄라카오 (1993년)